# 2708 Burns
2708 Burns este un asteroid din centura principală, descoperit pe 24 noiembrie 1981, de Edward Bowell.